# برچم
برچم(به کردی: بەرچەم، Berçem) روستایی از توابع بخش زیویه در شهرستان سقز است که در استان کردستان ایران قرار دارد.

## جمعیت
این روستا در دهستان گل‌تپه واقع شده و براساس سرشماری سال ۱۳۸۵، جمعیت آن ۱۵۳ نفر (۳۱ خانوار) بوده‌است.